# Njandoma
Njandoma (in russo Няндома?) è una città della Russia nord occidentale, situata nell'Oblast' di Arcangelo.

## Storia
Njandoma fu fondata nel 1896 nei pressi della stazione ferroviaria di Njandoma, da cui prende il nome la città. Njandoma ricevette lo status di città nel 1939.

## Società

### Evoluzione demografica
Njandoma ha avuto un lieve calo demografico negli ultimi anni: nel 1989 contava 24.826 abitanti, mentre nel 2007 contava solo 21.900 abitanti.
| 1939   | 1959   | 1970   | 1979   | 1989   | 1998   | 2002   | 2017   |
| ------ | ------ | ------ | ------ | ------ | ------ | ------ | ------ |
| 14 900 | 21 700 | 23 400 | 23 400 | 24 826 | 26 200 | 22 619 | 20 143 |